# Lucasfilm
«Lucasfilm Limited» — американська кінематографічна компанія, заснована Джорджем Лукасом у 1971 році, що знаходиться в Сан-Франциско.
Компанія найбільш відома виробництвом «Зоряних війн», але також випустила «Індіану Джонса» та «Американські графіті». Вона також лишається лідером із розробки нових кінематографічних технологій стосовно спецефектів, звуку та комп'ютерної анімації. Останнім часом компанія відходить від виробництва кінофільмів заради телевізійних проєктів, бюджети яких зростають.
З 8 липня 2005 року підрозділи маркетингу, інтернет-комунікацій і ліцензування компанії розміщуються в «Letterman Digital Arts Center» (Сан-Франциско, штат Каліфорнія) разом із «Industrial Light & Magic» і «LucasArts».
Компанія тісно співпрацювала з «The Walt Disney Company» заради створення тематичних атракціонів «Зоряних війн» і «Індіани Джонса» в багатьох Діснейлендах.

## Дочірні компанії

### Чинні
- «Lucas Digital»: «Skywalker Sound» (звукозаписна студія), «Industrial Light & Magic» (студія спецефектів);
- «Lucas Licensing» (ліцензування та мерчендайзинг): «Lucas Learning» (навчальні матеріали), «Lucas Books» (книжкове видавництво);
- «LucasArts», розробка відео- та комп'ютерних ігор;
- «Lucasfilm Animation» і «Lucasfilm Animation Singapore», розробка анімаційних фільмів;
- «Lucas Online», підтримка Інтернет-сторінок.

### Колишні
- «THX Ltd.», системи театрального звуку (відділилася 2001 року);
- «Pixar Animation Studios», компанія з виробництва комп'ютерних анімаційних фільмів (продана Стіву Джобсу 1986 року, наразі нею володіє «The Walt Disney Company»);
- «Kerner Optical».

## Фільмографія
| Назва                                                    | Рік  | Студія                                 | Чистий дохід                                                |
| -------------------------------------------------------- | ---- | -------------------------------------- | ----------------------------------------------------------- |
| Американські графіті                                     | 1973 | Universal Studios                      | $115 000 000 [Архівовано 16 квітня 2009 у Wayback Machine.] |
| Зоряні війни. Епізод IV. Нова надія                      | 1977 | 20th Century Fox                       | $775 398 007 [Архівовано 7 вересня 2019 у Wayback Machine.] |
| Нові американські графіті                                | 1979 | Universal Studios                      | $35 014 674 [Архівовано 5 жовтня 2019 у Wayback Machine.]   |
| Зоряні війни. Епізод V. Імперія завдає удару у відповідь | 1980 | 20th Century Fox                       | $538 375 067 [Архівовано 7 липня 2019 у Wayback Machine.]   |
| Індіана Джонс: У пошуках втраченого ковчега              | 1981 | Paramount Pictures                     | $384 140 454 [Архівовано 22 лютого 2012 у WebCite]          |
| Зоряні війни. Епізод VI. Повернення джедая               | 1983 | 20th Century Fox                       | $475 106 177 [Архівовано 7 грудня 2015 у Wayback Machine.]  |
| Twice Upon a Time                                        | 1983 | Warner Brothers                        | н/в                                                         |
| Індіана Джонс і Храм Долі                                | 1984 | Paramount Pictures                     | $333 107 271 [Архівовано 26 червня 2012 у Wayback Machine.] |
| Latino                                                   | 1985 | Cinecom                                | н/в                                                         |
| Місіма                                                   | 1985 | Warner Brothers                        | $502 758 [Архівовано 5 серпня 2018 у Wayback Machine.]      |
| Лабіринт                                                 | 1986 | TriStar Pictures                       | $92 729 917 [Архівовано 5 червня 2019 у Wayback Machine.]   |
| Говард-качка                                             | 1986 | Universal Studios                      | $37 962 774 [Архівовано 14 жовтня 2019 у Wayback Machine.]  |
| Віллоу                                                   | 1988 | Metro-Goldwyn-Mayer                    | $57 269 863 [Архівовано 7 лютого 2009 у Wayback Machine.]   |
| Такер: людина й його мрія                                | 1988 | Paramount Pictures                     | $19 652 638 [Архівовано 5 серпня 2018 у Wayback Machine.]   |
| Земля первісних часів                                    | 1988 | Universal Studios/Amblin Entertainment | $48 092 846 [Архівовано 16 вересня 2014 у Wayback Machine.] |
| Індіана Джонс і останній хрестовий похід                 | 1989 | Paramount Pictures                     | $474 171 806 [Архівовано 10 травня 2013 у WebCite]          |
| Убивства на радіо                                        | 1994 | Universal Studios                      | $155 316 865 [Архівовано 5 травня 2019 у Wayback Machine.]  |
| Зоряні війни. Епізод I. Прихована загроза                | 1999 | 20th Century Fox                       | $924 317 558 [Архівовано 25 січня 2012 у WebCite]           |
| Зоряні війни. Епізод II. Атака клонів                    | 2002 | 20th Century Fox                       | $649 398 328 [Архівовано 15 лютого 2009 у Wayback Machine.] |
| Зоряні війни. Епізод III. Помста ситхів                  | 2005 | 20th Century Fox                       | $848 754 768 [Архівовано 15 лютого 2009 у Wayback Machine.] |
| Індіана Джонс і королівство кришталевого черепа          | 2008 | Paramount Pictures                     | $786 636 033 [Архівовано 7 грудня 2015 у Wayback Machine.]  |
| Зоряні війни. Війна клонів                               | 2008 | Warner Brothers                        | $68 282 844 [Архівовано 5 червня 2019 у Wayback Machine.]   |